# Juan Luis Vázquez Suárez
Juan Luis Vázquez Suárez (Oviedo, 26 de juliol de 1946) és un matemàtic asturià, catedràtic de matemàtica aplicada al Departament de Matemàtiques de la Facultat de Ciències de la Universitat Autònoma de Madrid. Ha impartit classes de equacions diferencials i la de mecànica de fluids en la llicenciatura de matemàtiques entre d'altres. És acadèmic de la Reial Acadèmia de Ciències Exactes, Físiques i Naturals.

## Biografia
Entre els anys 1964/69 realitza estudis de Telecomunicacions a l'Escola Tècnica Superior d'Enginyers de Telecomunicació (ETSIT) de Madrid. Llicenciat en Matemàtiques per la Universitat Complutense de Madrid, hi va obtenir el doctorat el 1979. Durant els anys 1996/1998 va ser president de la Societat Espanyola de Matemàtica Aplicada (SEMA). Destacat investigador en àrees concretes de les matemàtiques com les equacions en derivades parcials no lineals i les seves aplicacions.
És autor de nombrosos articles de recerca en publicacions científiques com Archive for Rational Mechanics and Analysis, Communications in Pure and Applied Mathematics, Journal de mathématiques pures et appliquées, Advances in Mathematics i altres.
Ha estat nominat en 2003 en la llista de Thomson Reuters Highly Cited Scientist 2003 i ha obtingut el Premi Nacional d'Investigació Julio Rey Pastor també en 2003.
Va participar com a conferenciant plenari en el Congrés Internacional de Matemàtics l'any 2006 (ICM2006 Arxivat 2011-05-17 a Wayback Machine.) amb la conferència titulada Nonlinear difusion, from analysis to physics and geometry.
En 2012 ha estat nomenat Fellow de American Mathematical Society. En 2013 fou escollit acadèmic de la Reial Acadèmia de Ciències Exactes, Físiques i Naturals, i en va prendre possessió en 2014 amb el discurs "Senderos de la Ciencia. Del operador laplaciano a los procesos difusivos no lineales".

## Llibres
- The Porous Medium Equation. Mathematical Theory' Oxford University Press, ISBN 0-19-856903-3, ISBN 978-0-19-856903-9, Publication date: october 2006, Clarendon Press, 648 pages, 234x156 mm. Series: Oxford Mathematical Monographs.
- Smoothing and Decay Estimates for Nonlinear Diffusion Equations. Equations of Porous Medium Type. Oxford University Press, ISBN 0-19-920297-4, ISBN 978-0-19-920297-3,August 2006, 248 pages, 234x156 mm, Oxford Lecture Series.
- A Stability Technique for Evolution Partial Differential Equations. A Dynamical Systems Approach. PNLDE 56 (Progress in Non-Linear Differential Equations and Their Applications), Birkhäuser Verlag, 2003, 391 pages. (with V.A. Galaktionov.)
- Recent Trends in Partial Differential Equations. American Mathematical Society, ISBN 0-8218-3891-1 Publication date: 31 August 2006, 123 pages,Series: Contemporary Mathematics number 409; (with X. Cabré and J.A. Carrillo)

## Publicacions més rellevants en revistes internacionals
- Thermal avalanche for blowup solutions of semilinear heat equationsComm. Pure Appl. Math. 57 (2004), no. 1, 59--98 (with F. Quirós and J.D. Rossi.)
- Geometrical properties of solutions of the porous medium equation for large times, Indiana Univ. Math. J. 52 (2003), no. 4, 991--1016 (with K-A. Lee.)
- The Hardy inequality and the asymptotic behaviour of the heat equation with an inverse-square potential¡¡, J. Funct. Anal. 173 (2000), no. 1, 103–153 (with E. Zuazua.)
- Continuation of blowup solutions of nonlinear heat equations in several space dimensions, Comm. Pure Appl. Math. 50 (1997), no. 1, 1--67 (with V.A. Galaktionov.)
- Blow-up solutions of some nonlinear elliptic problems, Rev. Mat. Univ. Complut. Madrid 10 (1997), no. 2, 443–469 (with H. Brezis.)
- An L1-theory of existence and uniqueness of solutions of nonlinear elliptic equations, Ann. Scuola Norm. Sup. Pisa Cl. Sci. (4) 22 (1995), no. 2, 241–273 (with P. Benilan, L. Boccardo, T. Gallouët, R. Gariepy, M. Pierre.)
- A free-boundary problem for the heat equation arising in flame propagation, Trans. Amer. Math. Soc. 347 (1995), no. 2, 411–441 (with L.A. Caffarelli.)
- On the stability or instability of the singular solution of the semilinear heat equation with exponential reaction term, Arch. Rational Mech. Anal. 129 (1995), no. 3, 201–224 (with I. Peral.)
- Nonexistence of solutions for nonlinear heat equations of fast-diffusion type, J. Math. Pures Appl. (9) 71 (1992), no. 6, 503–526
- Asymptotic behaviour of nonlinear parabolic equations with critical exponents.A dynamical systems approach, J. Funct. Anal. 100 (1991), no. 2, 435–462 (with V.A. Galaktionov.)
- Eventual C^\infty-regularity and concavity for flows in one-dimensional porous media, Arch. Rational Mech. Anal. 99 (1987), no. 4, 329–348 (with D.G. Aronson.)
- A strong maximum principle for some quasilinear elliptic equations, Appl. Math. Optim. 12 (1984), no. 3, 191–202
- Asymptotic behaviour and propagation properties of the one-dimensional flow of gas in a porous medium, Trans. Amer. Math. Soc. 277 (1983), no. 2, 507–527